# Aguié
Aguié ist eine Stadtgemeinde und der Hauptort des gleichnamigen Departements Aguié in Niger.

## Geographie

### Lage und Gliederung

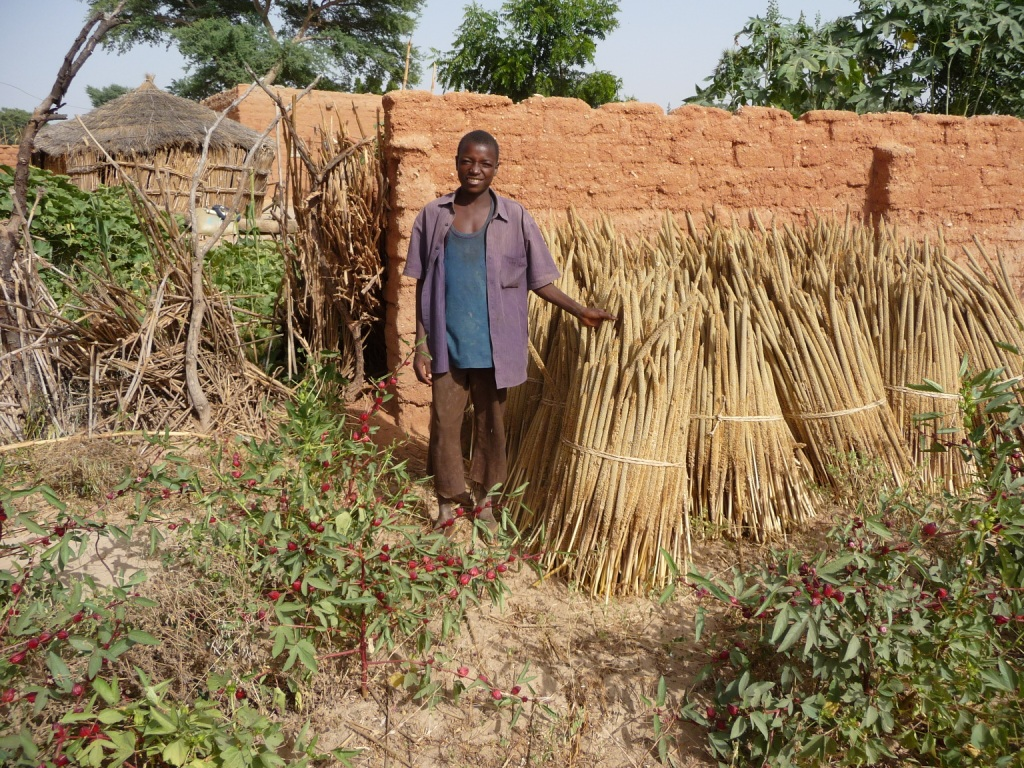
Landwirtschaft in Aguié (2008)

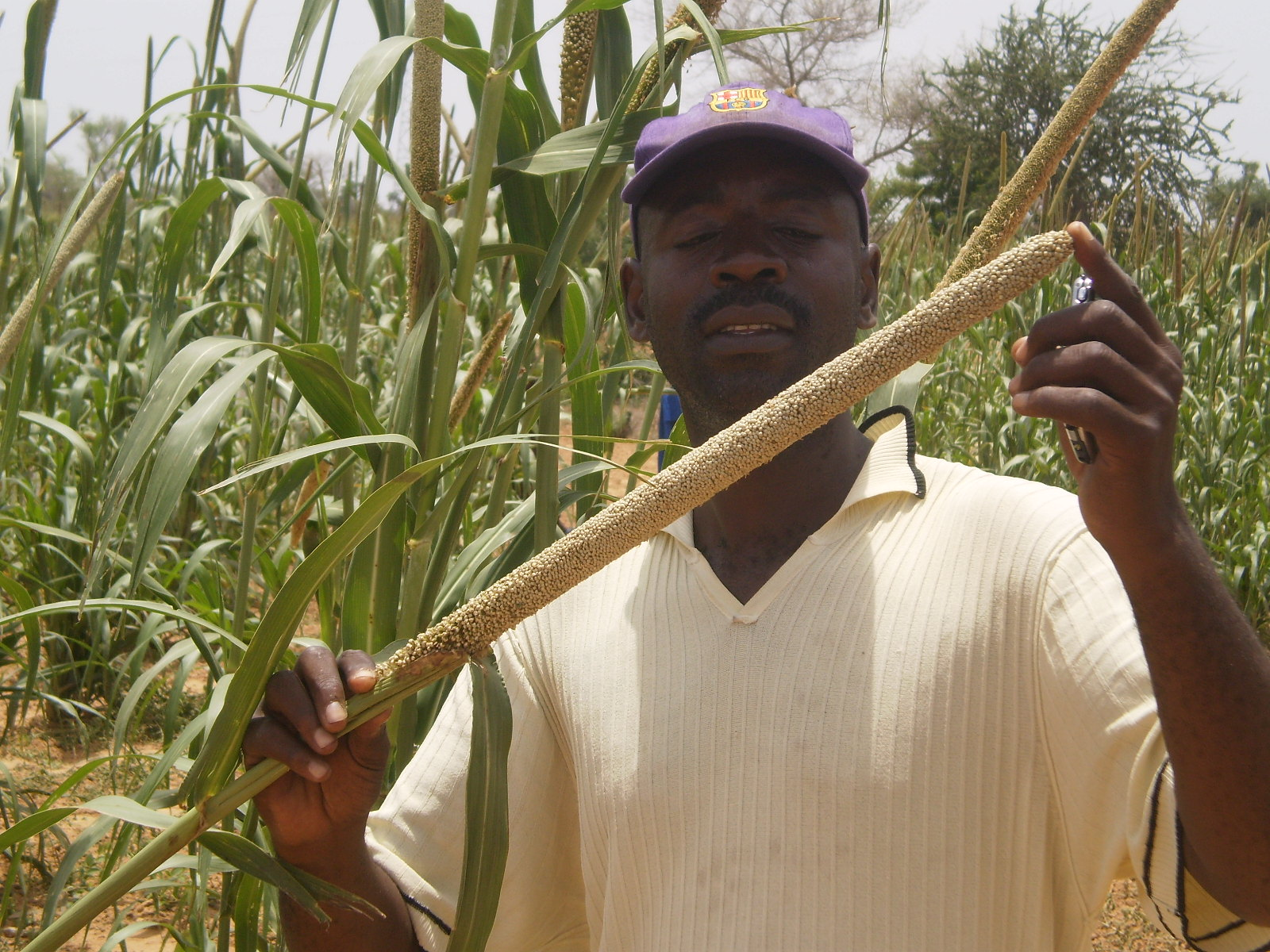
Hirsenanbau in Aguié (2009)

Aguié liegt am Übergang der Großlandschaft Sudan zur Sahelzone und grenzt im Süden an den Nachbarstaat Nigeria. Die Nachbargemeinden in Niger sind Dan-Issa im Südwesten, Tchadoua im Nordwesten, Kanan-Bakaché, Mayahi und Sarkin Haoussa im Norden, Maïjirgui im Nordosten sowie Gangara und Gazaoua im Südosten.
Die Gemeinde Aguié besteht aus einem urbanen und einem ländlichen Gemeindegebiet. Das urbane Gemeindegebiet ist in neun Stadtviertel gegliedert. Diese heißen Bagalam, Camp de Garde, Danladi, Gendarmerie, Kanguiwa, Limantchi, Sabon Gari I, Sabon Gari II und Tawalala. Bei den Siedlungen im ländlichen Gemeindegebiet handelt es sich um 98 Dörfer, 90 Weiler und ein Lager.
Die Forêt classée de Dan Kada ist ein 5190 Hektar großes unter Naturschutz stehendes Waldgebiet im Gemeindegebiet von Aguié. Die Unterschutzstellung erfolgte 1951.

### Klima
In Aguié herrscht trockenes Wüstenklima vor. Die Niederschlagsmessstation im Stadtzentrum wurde 1981 in Betrieb genommen.
|                        | Jan  | Feb  | Mär  | Apr  | Mai  | Jun  | Jul  | Aug  | Sep  | Okt  | Nov  | Dez  |   |      |
| Mittl. Temperatur (°C) | 21,2 | 24,3 | 28,0 | 31,2 | 32,0 | 30,9 | 28,2 | 26,4 | 28,0 | 28,7 | 25,8 | 21,9 | ⌀ | 27,2 |
| Mittl. Tagesmax. (°C)  | 29,7 | 33,0 | 36,7 | 39,3 | 39,1 | 37,1 | 33,3 | 30,8 | 33,6 | 36,2 | 34,1 | 30,4 | ⌀ | 34,4 |
| Mittl. Tagesmin. (°C)  | 13,0 | 15,5 | 18,6 | 21,9 | 24,4 | 25,3 | 23,9 | 22,8 | 23,1 | 21,2 | 17,3 | 13,7 | ⌀ | 20,1 |
|                        |      |      |      |      |      |      |      |      |      |      |      |      |   |      |
| Niederschlag (mm)      | 0    | 0    | 0    | 1    | 13   | 26   | 78   | 136  | 53   | 9    | 0    | 0    | Σ | 316  |
|                        |      |      |      |      |      |      |      |      |      |      |      |      |   |      |
| Sonnenstunden (h/d)    | 10,3 | 10,5 | 10,8 | 11,2 | 11,5 | 11,4 | 10,0 | 8,5  | 10,3 | 10,6 | 10,4 | 10,2 | ⌀ | 10,5 |
|                        |      |      |      |      |      |      |      |      |      |      |      |      |   |      |
| Regentage (d)          | 0    | 0    | 0    | 0    | 2    | 5    | 10   | 12   | 7    | 2    | 0    | 0    | Σ | 38   |
|                        |      |      |      |      |      |      |      |      |      |      |      |      |   |      |
| Luftfeuchtigkeit (%)   | 17   | 13   | 10   | 14   | 28   | 45   | 63   | 74   | 63   | 31   | 18   | 19   | ⌀ | 33   |

| 13,0 |

| 15,5 |

| 18,6 |

| 21,9 |

| 24,4 |

| 25,3 |

| 23,9 |

| 22,8 |

| 23,1 |

| 21,2 |

| 17,3 |

| 13,7 |

| 13,0 |

| 15,5 |

| 18,6 |

| 21,9 |

| 24,4 |

| 25,3 |

| 23,9 |

| 22,8 |

| 23,1 |

| 21,2 |

| 17,3 |

| 13,7 |

| N i e d e r s c h l a g | 0   | 0   | 0   | 1   | 13  | 26  | 78  | 136 | 53  | 9   | 0   | 0   |
|                         | Jan | Feb | Mär | Apr | Mai | Jun | Jul | Aug | Sep | Okt | Nov | Dez |

## Geschichte

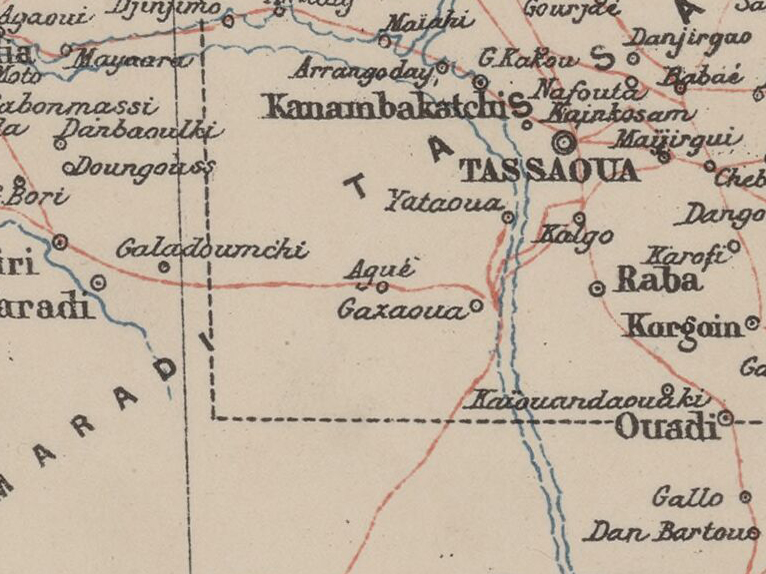
Ausschnitt einer Karte von 1903 mit Aguié (Agué) im Zentrum

Der Markt von Aguié war in den 1960er Jahren ein wichtiger Umschlagplatz für Erdnüsse, dem damals bedeutendsten Exportgut Nigers. Aguié wurde 1972 zum Hauptort des aus dem Arrondissement Tessaoua herausgelösten Arrondissements Aguié, des heutigen Departements Aguié. Der Ort wurde 2002 im Zuge einer landesweiten Verwaltungsreform zur Stadtgemeinde erhoben. Dabei wurde das Gemeindegebiet um jene Teile des Kantons Aguié erweitert, die nicht der neu gegründeten Landgemeinde Tchadoua zugeschlagen wurden.

## Bevölkerung

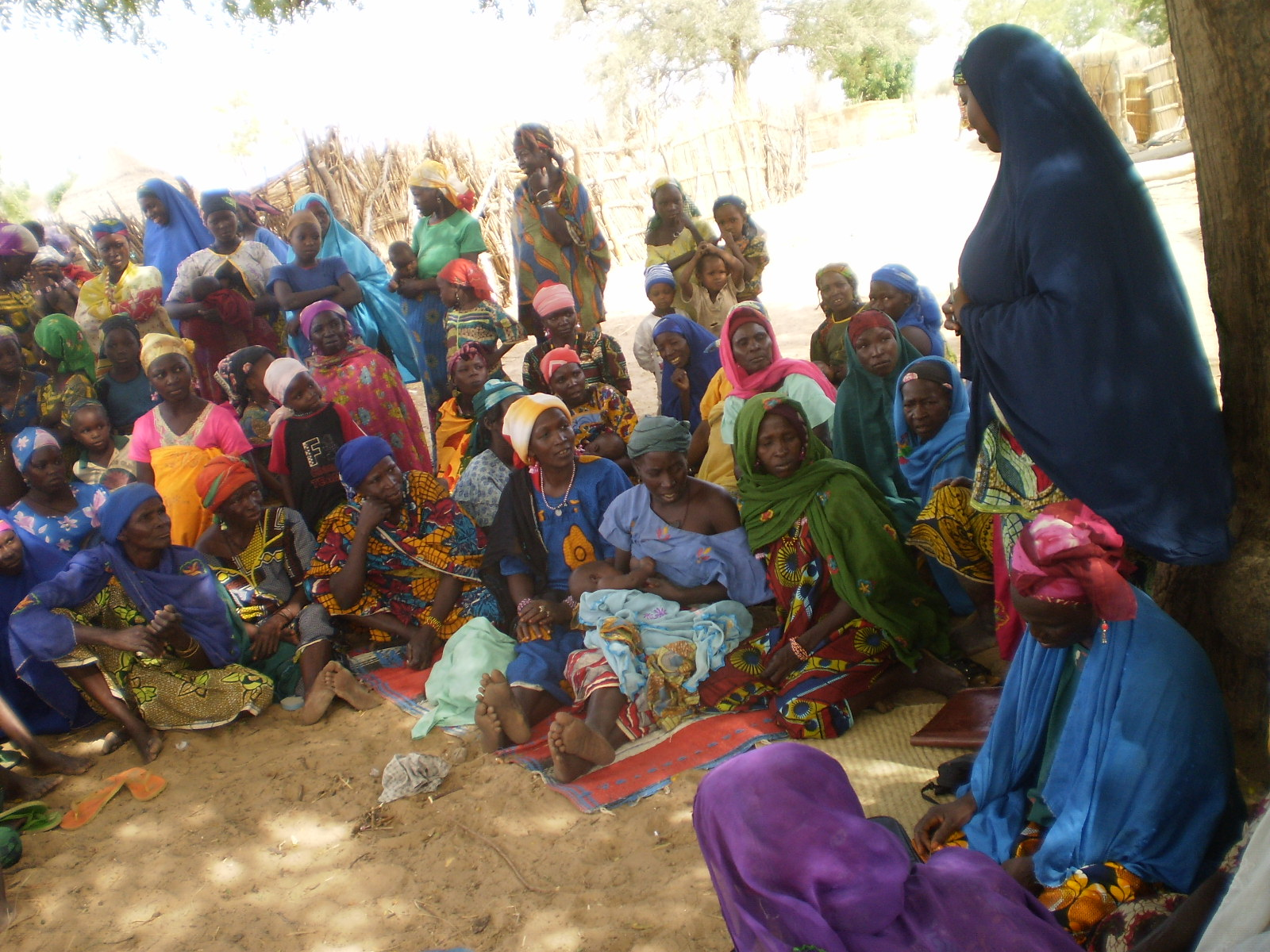
Frauen in Aguié (2009)

Bei der Volkszählung 2012 hatte die Stadtgemeinde 152.788 Einwohner, die in 18.707 Haushalten lebten. Bei der Volkszählung 2001 betrug die Einwohnerzahl 101.957 in 13.335 Haushalten.
Im urbanen Gemeindegebiet lebten bei der Volkszählung 2012 17.397 Einwohner in 2409 Haushalten, bei der Volkszählung 2001 11.475 in 1804 Haushalten und bei der Volkszählung 1988 5984 in 969 Haushalten. Bei der Volkszählung 1977 waren es 6651 Einwohner.
In ethnischer Hinsicht ist die Gemeinde ein Siedlungsgebiet von Azna, Katsinawa, Fulbe und Tuareg.

## Politik und Justiz
Der Gemeinderat (conseil municipal) hat 25 gewählte Mitglieder. Mit den Kommunalwahlen 2020 sind die Sitze im Gemeinderat wie folgt verteilt: 7 CPR-Inganci, 7 PNDS-Tarayya, 4 MPR-Jamhuriya, 2 ADN-Fusaha, 2 MPN-Kiishin Kassa, 2 RPD-Bazara und 1 ARD-Adaltchi Mutunchi.
Jeweils ein traditioneller Ortsvorsteher (chef traditionnel) steht an der Spitze von 83 Dörfern im ländlichen Gemeindegebiet.
Die Stadt ist der Sitz eines Tribunal d’Instance, eines der landesweit 30 Zivilgerichte, die unterhalb der zehn Zivilgerichte der ersten Instanz (Tribunal de Grande Instance) stehen. Die Haftanstalt Aguié hat eine Aufnahmekapazität von 250 Insassen.

## Wirtschaft und Infrastruktur

### Wirtschaft

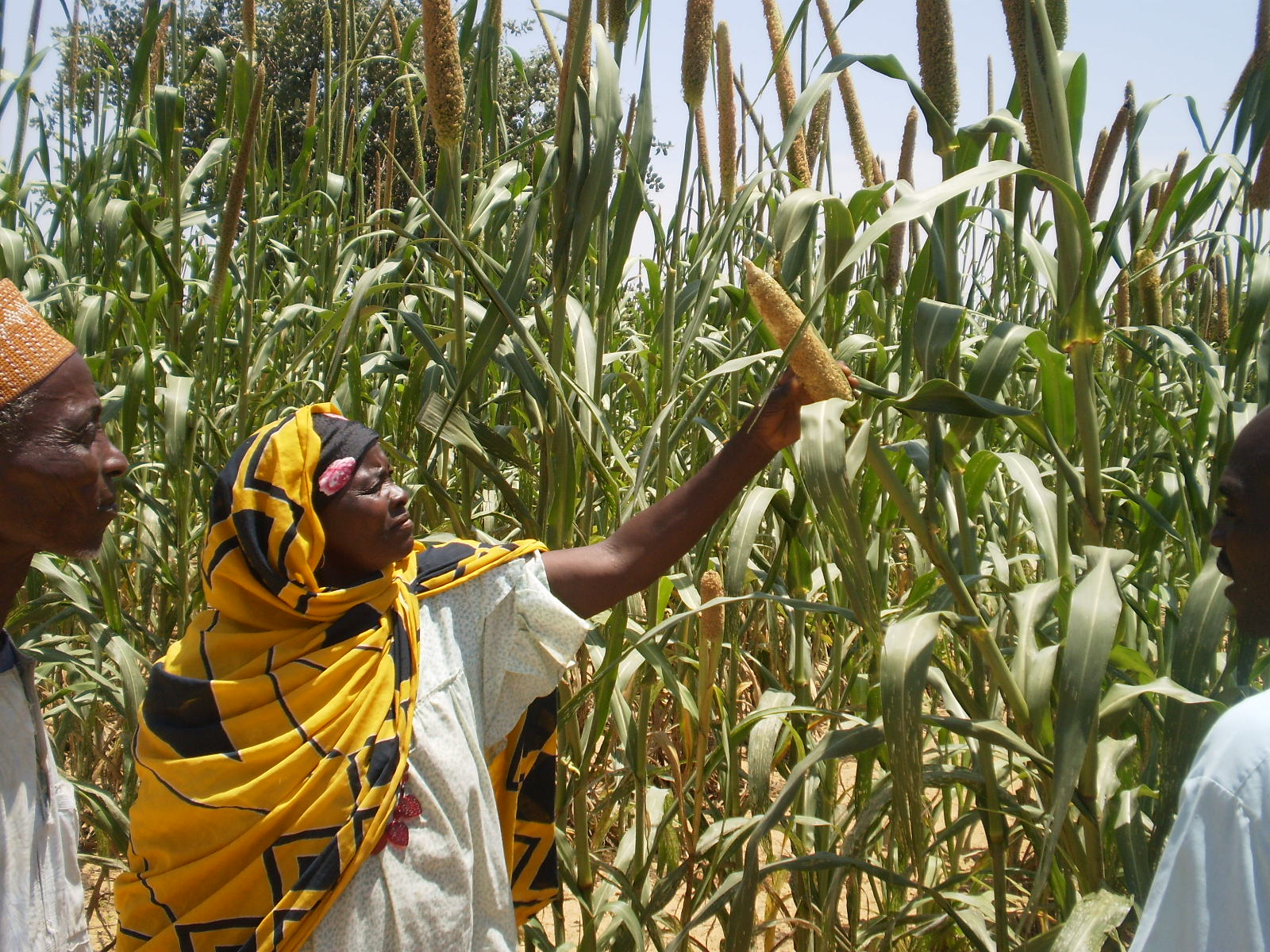
Ein Hirsefeld in Aguié (2009)

Die Bevölkerung lebt überwiegend von Ackerbau und Viehzucht. Die Stadt liegt am Übergang der Zone des Regenfeldbaus des Nordens zur Zone der Bewässerungsfeldwirtschaft des Südens. Es werden Hirse, Sorghum, Augenbohnen, Erdnüsse, Zypergräser und Sesam angebaut. Die Erosion durch Wasser und Wind sowie die Überbewirtschaftung aufgrund knapper Ackerflächen führen zu Bodendegradation.
In Aguié gibt es acht Wochenmärkte. Zu den wichtigsten zählen jene im Stadtzentrum und in den Dörfern Dan Saga, Débi und Maï Gaoudé. Dort wird vor allem informeller Handel betrieben. Aus dem angrenzenden Nigeria werden Fertigwaren des täglichen Gebrauchs importiert, nach Nigeria landwirtschaftliche Erzeugnisse exportiert. Das staatliche Versorgungszentrum für landwirtschaftliche Betriebsmittel und Materialien (CAIMA) unterhält eine Verkaufsstelle im Stadtzentrum.

### Gesundheit und Bildung
Im Stadtzentrum sind ein Distriktkrankenhaus und ein über ein eigenes Labor und eine Entbindungsstation verfügendes Gesundheitszentrum des Typs Centre de Santé Intégré (CSI) vorhanden. Weitere Gesundheitszentren dieses Typs, jedoch ohne eigenes Labor und Entbindungsstation, gibt es in den ländlichen Siedlungen Débi, Guidan Dawaye, Guidan Doutchi, Guidan Galadima, Maïguizaoua Kagnou und Naki Karfi.
Allgemein bildende Schulen der Sekundarstufe sind der CEG FA Aguié, der CEG Guidan Dawaye und der CES Aguié. Das Kürzel CEG steht für Collège d’Enseignement Général und das Kürzel CES für Collège d’Enseignement Secondaire. Als CEG FA wird ein CEG des Typs Franco-Arabe bezeichnet, der einen Schwerpunkt auf die arabische zusätzlich zur französischen Sprache aufweist. Der Collège d’Enseignement Technique d’Aguié (CET Aguié) ist eine technische Fachschule. Beim Centre de Formation aux Métiers d’Aguié (CFM Aguié) handelt es sich um ein Berufsausbildungszentrum.

### Verkehr

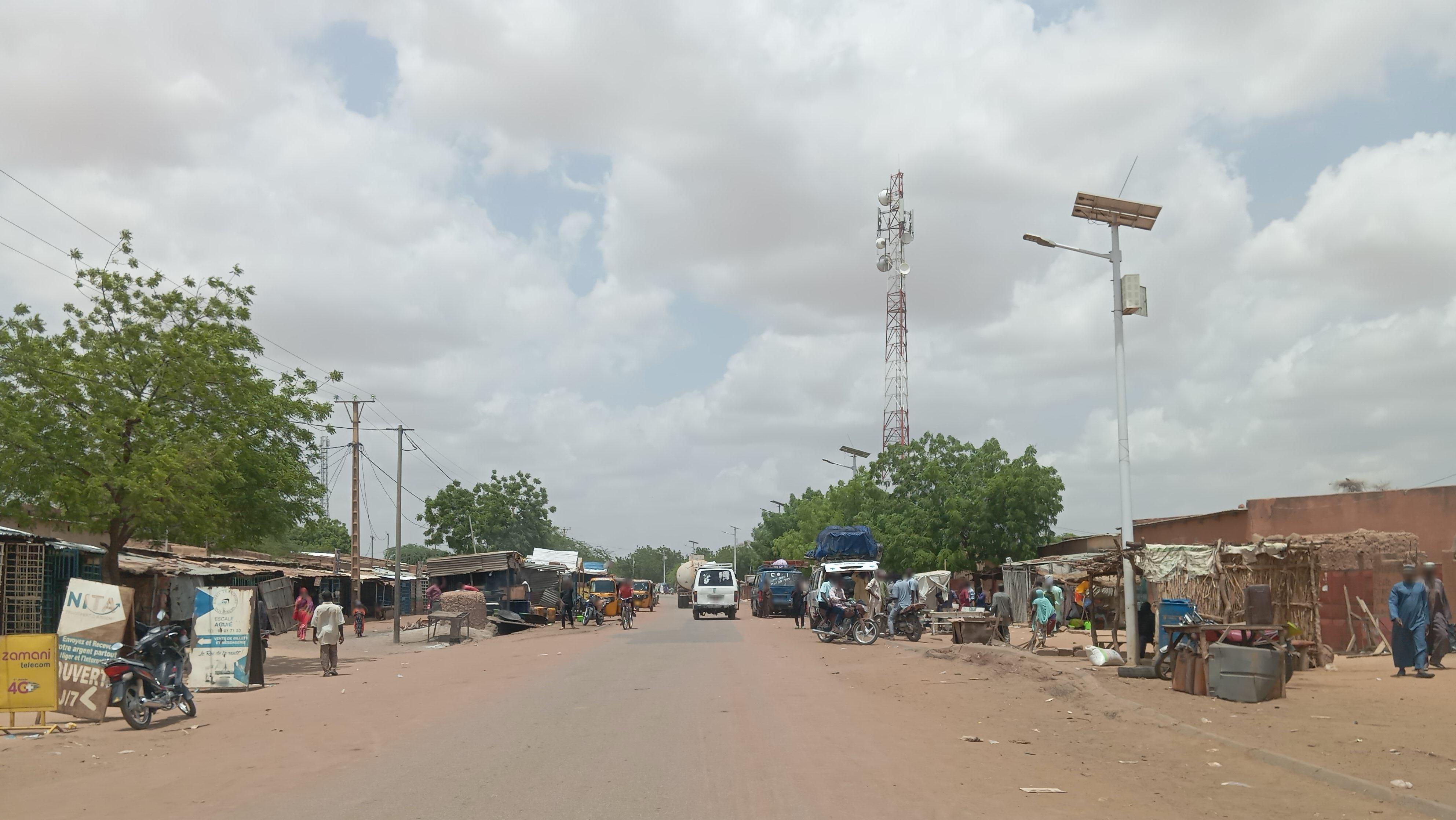
Nationalstraße 1 im Stadtzentrum von Aguié (2024)

Durch die Gemeinde führt die asphaltierte Nationalstraße 1, die längste Fernstraße Nigers. Im urbanen Zentrum zweigen die Landstraße RR4-004 nach Guidan Chinaou und die Landstraße RR4-006 nach Kotaré ab. Der Verkehr erfolgt vor allem per Geländewägen und Karren.